# Operacja Silne Wsparcie
Operacja Silne Wsparcie – operacja wojskowa przeprowadzana przez Wojska Obrony Terytorialnej (WOT) na terenach objętych stanem wyjątkowym i poza nim, na pograniczu polsko-białoruskim, której celem jest wsparcie władz oraz społeczności lokalnych, a także działań Straży Granicznej w obliczu kryzysu migracyjnego.
Operacja rozpoczęła się 3 września 2021 roku na mocy decyzji ministra obrony narodowej Mariusza Błaszczaka z 2 września 2021 roku.

## Tło operacji
Aleksandr Łukaszenka został oskarżony o fałszerstwa wyborcze podczas wyborów prezydenckich w 2020 roku przez społeczność międzynarodową i białoruską opozycję. Stany Zjednoczone, Unia Europejska, Wielka Brytania nie uznały Łukaszenki za prezydenta . Ogłoszone wyniki wyborów doprowadziły do masowych protestów na Białorusi, które były tłumione przez białoruskie służby bezpieczeństwa. Po wyborach prezydenckich liderka opozycji Swiatłana Cichanouska uciekła na Litwę .
23 maja 2021 doszło do przymusowego lądowania w Mińsku samolotu linii lotniczych Ryanair, który docelowo leciał do Wilna. Powodem była fałszywa, jak się później okazało, informacja o znajdującej się na jego pokładzie bombie. W rzeczywistości samolot był zmuszony do lądowania, ponieważ na jego pokładzie znajdował się Raman Pratasiewicz, aktywista opozycyjny . Po wylądowaniu Pratasiewicz został aresztowany wraz z partnerką . W związku z tymi wydarzeniami Unia Europejska nałożyła na Białoruś sankcje gospodarcze, z powodu których, jak przyznał Alaksandr Łukaszenka, białoruskie władze rozpoczęły przerzucanie nielegalnych imigrantów na terytorium Unii Europejskiej.
2 września prezydent Andrzej Duda wydał decyzję o wprowadzeniu stanu wyjątkowego w przygranicznym pasie z Białorusią. Odbyło się to na wniosek rządu w związku sytuacją na granicy polsko-białoruskiej, gdzie dochodziło do coraz częstszych prób nielegalnego przekroczenia granicy. 30 września Sejm zdecydował o przedłużeniu stanu wyjątkowego w Polsce.

## Przebieg operacji

### Rozpoczęcie i podstawa działania
2 września minister obrony narodowej Mariusz Błaszczak podjął decyzję o rozpoczęciu operacji o nazwie „Silne Wsparcie”. 3 września żołnierze Wojsk Obrony Terytorialnej podjęli działania na terenie objętym stanem wyjątkowym przy granicy polsko-białoruskiej . Jej celem było wzmocnienie odporności społeczności lokalnych na zagrożenia o charakterze hybrydowym oraz wsparcie Straży Granicznej w przeciwdziałaniu nielegalnym migracjom. W latach 2022–2023 operacja była kontynuowana i rozszerzana.

### Cel operacji
Początkowym celem operacji było wsparcie społeczności lokalnych i władz samorządowych na terenach objętych stanem wyjątkowym – 183 miejscowości . 

### Działania w ramach „Silnego Wsparcia”

#### 2021
Początkowo żołnierze WOT przeprowadzali spotkania z mieszkańcami i władzami lokalnymi w 183 miejscowościach objętych stanem wyjątkowym, aby rozpoznać ich potrzeby w zakresie bezpieczeństwa, informować o wydarzeniach na granicy i budować poczucie bezpieczeństwa. W związku z tym, iż w tym samym czasie trwały rosyjsko-białoruskie ćwiczenia „Zapad 2021”, to do działań w ramach operacji oddelegowano Wydział Operacji Informacyjnych Dowództwa WOT i Zespół Działań Cyberprzestrzennych WOT. Ich zadaniem było przeprowadzanie szkoleń z zakresu cyberbezpieczeństwa, rozpoznania i walki z dezinformacją, bezpieczeństwa systemów teleinformatycznych na poziomie społeczności lokalnych. Informatycy WOT zostali zobowiązani do przeprowadzenia audytów bezpieczeństwa urzędów i instytucji publicznych  .
13 września WOT uruchomił specjalną infolinię dla mieszkańców obszarów objętych stanem wyjątkowym .
Grupy Rozpoznania Obrazowego WOT wspierają również funkcjonariuszy Straży Granicznej poprzez patrolowanie przygranicznych terenów bezzałogowymi statkami powietrznymi FlyEye.
Żołnierze WOT wchodzili również w skład łączonych patroli granicznych z funkcjonariuszami Straży Granicznej . 2 Lubelska Brygada OT wraz z Nadbużańskim Oddziałem Straży Granicznej prowadzą patrole wodne na Bugu. Żołnierze Lubelskiej Brygady OT rozpoczęli w ramach operacji pilotażowy program wykorzystania konnych patroli ze względu na warunki terenowe pogranicza. Ponadto żołnierze WOT odbywają piesze dzienno-nocne patrole na granicy w celu monitorowania granicy i poszukiwania grup migrantów, którzy przekroczyli nielegalnie granicę. W momencie wykrycia takiej grupy żołnierze zatrzymują ją, dostarczają żywność i przekazują patrolowi Straży Granicznej  . Patrole piesze są wspierane również przez Grupy Poszukiwawczo-Ratownicze K9 WOT z nawigatorami i psami służbowymi  .
Od 12 października, na wniosek Nadbużańskiego Oddziału Straży Granicznej, żołnierze 2 Lubelskiej Brygady OT rozstawiają na granicy maszty oświetleniowe mające na celu poprawić widoczność na najczęściej patrolowanych odcinkach granicy. Wcześniej maszty były ustawiane również w miejscowościach .
8 listopada, o godzinie 10:30 Dowództwo WOT ogłosiło alert gotowości, który objął ok. 8000 żołnierzy z brygad OT z województw: podlaskiego, lubelskiego i warmińsko-mazurskiego. Powołanie w trybie natychmiastowego wstawiennictwa do 24 godzin objęło Brygady OT w województwach: pomorskim, kujawsko-pomorskim, łódzkim, świętokrzyskim, podkarpackim i małopolskim. Tego samego dnia żołnierze dwóch batalionów lekkiej piechoty z Białegostoku i Hajnówki z 1 Podlaskiej Brygady OT zostali wezwani do swoich jednostek w trybie alarmowym.
W związku z tym, iż 9 listopada białoruskie służby przetransportowały nad granicę w rejonie Kuźnicy duże grupy migrantów, postanowiono, że dodatkowe Grupy Rozpoznania Obrazowego WOT będą oddelegowane do wsparcia Straży Granicznej. W związku z próbą siłowego przekroczenia przez migrantów tego samego dnia WOT ogłosił wzmożenie działań mających na celu wsparcie Straży Granicznej w rejonie Kuźnicy.
W grudniu 2021 roku rzecznik prasowy WOT podał do wiadomości, że do grudnia żołnierze WOT przeprowadzili 6000 patroli pieszych i konnych, na rzece Bug przeprowadzili 700 patroli wodnych, a Grupy Rozpoznania Obrazowego wykonały 300 lotów bezzałogowymi statkami powietrznymi. Łącznie do operacji oddelegowanych było w tym czasie 2500 żołnierzy WOT .

#### 2022
W kwietniu 2022 roku podano, że w ramach operacji bezzałogowe statki latające na granicy polsko-białoruskiej wzięły udział w 500 operacjach rozpoznawczych, co dało 1000 godzin lotów. 70% z tego czasu stanowiły misje wykonywane nocą . W kwietniu 2022 roku na granicę oddelegowanych było 2000 żołnierzy .
W dniach 16–18 września 2024 roku w strefie przygranicznej z Białorusią odbyły się ćwiczenia taktyczne KOP-22. Wzięło w nich udział ponad 800 żołnierzy Wojsk Obrony Terytorialnej oraz Wojsk Lądowych. Głównym celem ćwiczeń było doskonalenie działań przeciwrozpoznawczych i przeciwdywersyjnych, a także ratowniczo-ewakuacyjnych oraz wsparcia dla Straży Granicznej w ochronie wschodniej granicy państwa.
Zajęcia odbywały się w ramach trwającego zaangażowania sił zbrojnych w operację wsparcia Straży Granicznej na granicy z Białorusią. Ćwiczenia uwzględniały doświadczenia zdobyte podczas wcześniejszych działań i służyły praktycznej weryfikacji nowych rozwiązań taktycznych i technicznych.
W ćwiczeniach udział wzięli żołnierze m.in. z 1. Podlaskiej Brygady OT, 2. Lubelskiej Brygady OT, 2. i 18. Pułku Rozpoznawczego oraz funkcjonariusze Straży Granicznej. Działania obejmowały organizację ochrony granicy państwowej, w tym przygotowywanie posterunków obserwacyjnych, patrole piesze, konne i kołowe, wykorzystanie Grup Rozpoznania Obrazowego oraz bezzałogowych statków powietrznych (BSP). Przeprowadzano również działania z wykorzystaniem grupy K-9, pościgi w ramach działań przeciwdywersyjnych oraz zabezpieczanie infrastruktury krytycznej.

#### 2023[35]
Od 2023 roku w pasie przygranicznym prowadzone były również szkolenia zintegrowane i rotacyjne żołnierzy WOT. Ich celem było podnoszenie kompetencji w działaniach na terenach przygranicznych oraz zaznajomienie z lokalną specyfiką operacyjną. Szkolenia te stanowiły integralną część przygotowania do prowadzenia działań w warunkach zagrożeń hybrydowych.
Od tego roku, żołnierze 1 Podlaskiej Brygady OT i 2 Lubelskiej Brygady OT uczestniczyli także w operacji pk. „Bezpieczne Podlasie”, stanowiącej demonstrację gotowości Sił Zbrojnych RP do reagowania na ewentualne zagrożenia i próby destabilizacji sytuacji na granicy. W ramach tych działań Terytorialsi współdziałali z 12 Brygadą Zmechanizowaną oraz 17 Wielkopolską Brygadą Zmechanizowaną, zabezpieczając ich działania oraz przyjmując patrole z wykorzystaniem Kołowych Transporterów Opancerzonych Rosomak.
Częścią operacji były także działania informacyjne i kontakt z lokalną społecznością – żołnierze odwiedzali miejscowości na trasach patroli, informując mieszkańców o bieżącej sytuacji.
7 marca 2023 roku, w trakcie posiedzenia Senackiej Komisji Obrony Narodowej, dowódca Wojsk Obrony Terytorialnej gen. Maciej Klisz poinformował, że operacja przeszła pod dowódcę operacyjnego rodzajów Sił Zbrojnych. W tamtym momencie WOT miał na granicy każdego dnia ok. 750 żołnierzy. 

## Zaangażowane Siły
Do przeprowadzenia operacji „Silne Wsparcie” zostały oddelegowane:
- 1 Podlaska Brygada Obrony Terytorialnej
- 2 Lubelska Brygada Obrony Terytorialnej
- Zespół Działań Cyberprzestrzennych WOT
- Wydział Operacji Informacyjnych Dowództwa WOT

Wraz z rozwojem sytuacji na granicy do operacji zostały włączone:
- Grupy Rozpoznania Obrazowego WOT
- Grupy Poszukiwawczo-Ratownicze K9 WOT (GPR K9 WOT)